# Saint-Quentin-le-Verger

Saint-Quentin-le-Verger este o comună în departamentul Marne, Franța. În 2009 avea o populație de 126 de locuitori.